# Carabus arcensis
Carabus arcensis es una especie de coleóptero adéfago de la familia Carabidae. Habita en Eurasia hasta Japón.